# Music of My Mind
Music of My Mind (в переводе с англ. — «Музыка моих мыслей») — четырнадцатый студийный и первый концептуальный альбом американского соул-певца, 25-кратного обладателя премии «Грэмми» Стиви Уандера, выпущенный 3 марта 1972 года лейблом Motown Records.

## Об альбоме
Продюсером пластинки вновь стал сам Стиви Уандер. Music of My Mind являлся важной вехой для Стиви Уандера, которому на момент выпуска альбома в продажу был всего 21 год. Многие меломаны и критики считают этот альбом началом так называемого «классического периода» Уандера, хотя некоторые другие ведут этот отсчёт с предыдущей или следующей пластинки. На этом диске певец продолжает ранее начатые эксперименты с синтезатором, и делает это значительно увереннее и масштабнее, чем на предыдущей пластинке Where I’m Coming From. Стиви использует синтезаторы для многих музыкальных партий на этом альбоме. Кроме того, он играет на барабанах, как он часто делает на всех своих записях. Его резко возросшие музыкальные амбиции проявляются в использовании различных музыкальных жанров и больших песенных форм. Звучание альбома очень сильно отличается от всего того, что Стиви Уандер записал на лейбле Motown к этому времени. Безусловными хитами становятся композиции «Superwoman (Where Were You When I Needed You)», «Happier Than the Morning Sun» и «I Love Every Little Thing About You».
Music of My Mind был первым концептуальным альбомом «нового» Стиви Уандера. Большинство пластинок других исполнителей с Motown (в том числе и «раннего» Стиви Уандера) обычно состояли из коллекции синглов, би-сайдов и кавер-версий известных песен других исполнителей, никак не связанных между собой и не превышавших 2-3 минут. Здесь всё было ровно наоборот: би-сайды и каверы отсутствуют, многие композиции длинные (длительность по 6-7-8 минут), тесно связаны между собой музыкально и текстуально. Некоторые композиции, например «Superwoman» или «Happier Than the Morning Sun» сложны по форме — двухчастные с разным темпом частей, что сближает их с академической музыкой. Music of My Mind был полноценным художественным заявлением артиста.
В текстах песен, которые Уандер написал сам, кроме традиционных романтических тем, рассматриваются социальные, политические и мистические. В музыке Стиви начал использовать новые технологии звукозаписи: дублирование и наложение голосов, инструментальных партий и бэк-вокала. Это позволило ему записать альбом фактически в одиночку — он сам поёт все вокальные партии, создавая целую палитру полифонического бэк-вокала, играет на всех инструментах (за исключением соло на тромбоне Арта Барона в «Love Having You Around» и гитарного соло Базза Фейтена в «Superwoman»). Впервые синтезатор становится полноценным участником записи, до этого альбома синтезаторы почти не использовались в музыке темнокожих. Альбом Music of My Mind ознаменовал начало длительного сотрудничества Стиви Уандера с Малколмом Сесилом и Робертом Маргулефф из английского электронного музыкального дуэта. В 2003 году альбом вошёл в список 500 величайших альбомов всех времён по версии журнала Rolling Stone, где он занимает 284-е место. В настоящее время, на все песни этой пластинки (за исключением «Sweet Little Girl») существуют кавер-версии других музыкантов, таких как например, Куинси Джонс, Джордж Дюк, Лайонел Хэмптон, The Main Ingredient и другие.

## Список композиций
Слова и музыка всех песен — Стиви Уандер (за исключением специально отмеченных).
| №  | Название                                        | Автор(ы)                   | Длительность |
| -- | ----------------------------------------------- | -------------------------- | ------------ |
| 1. | «Love Having You Around»                        | Стиви Уандер, Сайрита Райт | 7:24         |
| 2. | «Superwoman (Where Were You When I Needed You)» |                            | 8:08         |
| 3. | «I Love Every Little Thing About You»           |                            | 3:56         |
| 4. | «Sweet Little Girl»                             |                            | 4:59         |

| №                   | Название                       | Автор(ы)            | Длительность |
| ------------------- | ------------------------------ | ------------------- | ------------ |
| 1.                  | «Happier Than the Morning Sun» |                     | 5:18         |
| 2.                  | «Girl Blue»                    | Уандер, Ивонн Райт  | 3:36         |
| 3.                  | «Seems So Long»                |                     | 4:22         |
| 4.                  | «Keep on Running»              |                     | 6:40         |
| 5.                  | «Evil»                         | Уандер, Ивонн Райт  | 3:34         |
| Общая длительность: | Общая длительность:            | Общая длительность: | 47:53        |

## Участники записи
Список составлен по сведениям базы данных Discogs.
- Стиви Уандер — вокал (на всех песнях), бэк-вокал (А1—4, Б1, Б4), ударные (все песни кроме Б1), хлопанье в ладоши (Б4), синтезатор T.O.N.T.O. (А2, Б2, Б3, Б5), фортепиано (Б4, Б5), Родес-пиано (А1—4), ток-бокс (А1, Б2), губная гармоника (А4, Б2), бонго (А3), клавинет (Б1, Б4), Moog-бас (на всех песнях)
- Арт Барон[англ.] — тромбон (А1)
- Базз Фейтен[англ.] — электрогитара (А2)
- Малколм Сесил[англ.] — программирование Moog, ассоциированный продюсер, звуковая обработка
- Роберт Маргулефф[англ.] — программирование Moog, ассоциированный продюсер, звуковая обработка
- Сайрита Райт[англ.] — бэк-вокал (А4)
- Джоан ДеКола — оператор звукозаписи
- Рик Роу — оператор звукозаписи

## Кавер-версии
- «Superwoman (Where Were You When I Needed You)» — позднее записывалась The Main Ingredient, Куинси Джонсом, Джорджем Дюком, Рэмси Льюисом[англ.][23]. Семпл из композиции использовала Джанет Джексон в своей песне «New Agenda (с участием Chuck D)» с альбома janet[24].
- «Happier Than the Morning Sun» — присутствует на альбомах Би Джей Томаса[23], Джона Гибсона[25], Хали Лорен[англ.][26] и Дейва Пьетро[англ.][27].
- «Girl Blue» — позднее записывалась The Main Ingredient[23].
- «Keep on Running» была на дебютном диске группы F.B.I. 1976 года[28] и заключительном альбоме All Funked Up[англ.] британского ансамбля Snafu[англ.][29].
- «Seems So Long» включена в пластинку Talk to the People[англ.] 1972 года американского джазового исполнителя Леса Макканна[англ.][30].
- «I Love Every Little Thing About You» вошла в дебютный альбом Syreeta[англ.] Сайриты Райт[англ.] 1972 года[31].

## Позиции в хит-парадах
Альбом
| Хит-парад (1972)          | Высшая позиция | Пребывание в чарте |
| ------------------------- | -------------- | ------------------ |
| США (Billboard 200)       | 21             | 35 недель          |
| США (Billboard Soul LP’s) | 6              | 31 неделя          |

| Хит-парад (1972)                   | Позиция |
| ---------------------------------- | ------- |
| США (Billboard Top Popular Albums) | 47      |
| США (Billboard Top Soul Albums)    | 17      |

Синглы с альбома
| Хит-парад (1972)                                | Высшая позиция                                  | Пребывание в чарте                              |                                                 |                                                 |
| «Superwoman (Where Were You When I Needed You)» | «Superwoman (Where Were You When I Needed You)» | «Superwoman (Where Were You When I Needed You)» | «Superwoman (Where Were You When I Needed You)» | «Superwoman (Where Were You When I Needed You)» |
| ----------------------------------------------- | ----------------------------------------------- | ----------------------------------------------- | ----------------------------------------------- | ----------------------------------------------- |
| США (Billboard Hot 100)                         | 33                                              | 11 недель                                       |                                                 |                                                 |
| США (Billboard Best Selling Soul Singles)       | 13                                              | 9 недель                                        |                                                 |                                                 |
| «Keep on Running»                               |                                                 |                                                 |                                                 |                                                 |
| США (Billboard Hot 100)                         | 90                                              | 3 недели                                        |                                                 |                                                 |
| США (Billboard Best Selling Soul Singles)       | 36                                              | 5 недель                                        |                                                 |                                                 |